# Ciconio
Ciconio és un comune (municipi) de la ciutat metropolitana de Torí, a la regió italiana del Piemont, situat a uns 30 quilòmetres al nord de Torí. A 1 de gener de 2019 la seva població era de 388 habitants.
Ciconio limita amb els següents municipis: San Giorgio Canavese, Ozegna, Rivarolo Canavese i Lusigliè.